# Diamante de sangre (película)
Diamante de sangre (Blood Diamond en inglés) es una película estadounidense de 2006, dirigida y producida por Edward Zwick. Los protagonistas son Leonardo DiCaprio, Jennifer Connelly y Djimon Hounsou. El título hace referencia a los diamantes de guerra, piedras preciosas que se encuentran dentro de zonas en guerra y que se venden para financiar dichos conflictos armados. El 23 de enero de 2007 fue nominada para cinco Premios Óscar, incluyendo mejor actor (Leonardo DiCaprio) y mejor actor secundario (Djimon Hounsou).

## Argumento
Sierra Leona, 1999, el país lleva ocho años de guerra civil. Facciones rebeldes, como el Frente Revolucionario Unido ―FRU―, aterrorizan a los campesinos y los obligan a trabajar en las minas de diamantes, que sirven para financiar la guerra. La ONU está decidida a acabar con el tráfico de diamantes de sangre, siendo uno de los principales promotores de esta medida un corrupto magnate de piedras preciosas llamado Rudolph Van de Kaap (Marius Weyers).
Solomon Vandy (Djimon Hounsou) es un pescador que vive junto a su esposa y su hijo Dia (Kagiso Kuypers). Cierto día, milicianos del FRU atacan su aldea y se llevan a Solomon como prisionero, el cual es puesto a trabajar en las minas, quedando bajo la supervisión del cruel e implacable Capitán Poison (David Harewood), un comandante del FRU.
Una mañana, Vandy descubre un enorme diamante rosa en la orilla del río y lo entierra en una zona de tierra blanda. El capitán Poison se entera de la existencia de la pieza, pero antes de que pueda apoderarse de ella el grupo es atacado por las fuerzas de seguridad del gobierno. Ambos hombres son posteriormente encarcelados en Freetown junto con Danny Archer (Leonardo DiCaprio), un blanco traficante de armas de Rodesia —actual Zimbabue— encarcelado al intentar contrabandear diamantes en Liberia para Van de Kaap.
Habiéndose enterado de la existencia del diamante rosa, Archer hace arreglos para que Vandy sea liberado de la prisión. Archer conoce también a Maddy Bowen (Jennifer Connelly), una periodista americana que está en Sierra Leona para investigar sobre el tráfico de diamantes de sangre. Confraterniza con Archer con la intención de que le proporcione información intuyendo que es un traficante, pero este se marcha al observar que es periodista.
Archer llega a Ciudad del Cabo, en Sudáfrica, donde se reúne con sus antiguos camaradas militares, entre ellos el coronel Coetzee (Arnold Vosloo), un afrikáner anteriormente miembro de Batallón de los Búfalos de la era del apartheid, ahora free lance con una empresa militar privada que proporciona armas a los rebeldes mientras opera como mercenario para los gobiernos locales. Archer señala que espera poder huir con la piedra de Vandy y dejar el continente africano para siempre, pero Coetzee le indica que su participación fallida en Liberia le da derecho al diamante como compensación, afirmando que «los africanos nunca pueden dejar África».
Archer contacta con Vandy y le promete localizar el paradero de su familia a cambio de que le guíe en la búsqueda del diamante rosa. Mientras tanto, Dia es entrenado por los insurgentes del FRU y el capitán Poison, que ha logrado salir de prisión, como niño soldado. El FRU cada vez se hace más fuerte y planea un asalto a Freetown, la cual es presa del pánico cuando comienzan los enfrentamientos entre tropas gubernamentales y rebeldes del FRU. Archer y Vandy se ocultan juntos, mientras el FRU celebra la caída en sus manos de Freetown.
Archer y Vandy consiguen llegar hasta Guinea, donde Archer pretende reencontrarse con Maddy. Archer promete proporcionarle información sobre los turbios negocios de Van de Kaap a cambio de que le ayude a localizar a la familia de Vandy usando los archivos de la ONU, los cuales confirman que su familia se encuentra en Guinea. Vandy se reencuentra con su esposa e hija en un campamento de refugiados, pero descubre con impotencia que Dia ha sido reclutado por el FRU. Archer consigue que Maddy los ayude a internarse en Kono, el territorio donde Solomon ocultó el diamante. Archer y Vandy se camuflan como periodistas junto al convoy de Maddy, sin embargo, se topan con un fuego cruzado, viéndose obligados a huir cuando se ven atacados por milicianos rebeldes. El trío llega a un refugio para niños-soldado, donde Archer le cuenta su historia a Maddy. Fue reclutado por el Batallón de los Búfalos siendo un joven después de que sus padres fueran asesinados; tras el fin del apartheid, comenzaron a operar como simples mercenarios, momento tras el cual Archer decidió irse por su cuenta.
El convoy llega hasta Kono, donde Archer se reencuentra con el coronel Coetzee y sus hombres, que han llegado a la región después de ser contratados por el gobierno sierraleonés para combatir al FRU, sin embargo, el coronel no ha renunciado a su interés de hacerse con el diamante. Antes de irse con Vandy, le entrega su libreta a Maddy con todos los datos que revelan la corrupción de Van de Kaap, no sin antes despedirse de ella entendiendo que es muy posible que no vuelva a verla. Ambos intentan llegar hasta el campamento del capitán Poison para que Vandy se reúna con su hijo, para su desgracia, son localizados y apresados por los rebeldes. Entre ellos se encuentra Dia, quien encañona a su padre —aunque él se niega a reconocerlo—. El capitán Poison obliga a Solomon a buscar el diamante amenazando con castigar a su familia; cuando la situación parecía desesperada, Archer logra proporcionar las coordenadas de la ubicación del campamento a los hombres de Coetzee, quien dirige un ataque aéreo a través de un helicóptero de combate Mi-24. Solomon aprovecha el momento para enfrentarse al capitán, al que consigue golpear hasta la muerte.
Coetzee y sus mercenarios aseguran el campamento tras acabar con los rebeldes del FRU y apresan a Solomon para encontrar el diamante. Archer emplea a Dia para «obligar» a Vandy a encontrar el diamante; mientras excava, Archer se las ingenia para acabar con los mercenarios y con el propio Coetzee aprovechando un despiste provocado por Solomon. Este continúa excavando hasta localizar el fastuoso diamante; en ese momento, aparece Dia que vuelve a encañonar a su padre, pero este consigue hacerle entrar en razón convenciéndole de su inocencia, derrumbándose el niño en sus brazos. Tras eso, los mercenarios de Coetzee vuelven a atacarles, viéndose obligados a huir. Vandy le entrega el diamante a Archer, sin embargo, este recibe una herida mortal. Al entender que no sobrevivirá, le devuelve la piedra a Solomon, el cual se marcha con su hijo en el avión del contacto de 
Archer realiza una última llamada a Maddy para pedirle que se encuentre con Solomon en Guinea y que así pueda revelar su historia. Le informa de su situación y le otorga su consentimiento para que publique todo lo que le ha contado. Archer se despide de Maddy mientras contempla el anochecer en África y agarra un puñado de tierra manchada de sangre, entendiendo que «está donde debe estar» y cumpliendo con la profecía que le hizo el coronel Coetzee.
Tiempo después, Solomon se reúne con Maddy en el Reino Unido, pues se dispone a encontrarse con representantes de Van de Kaap, que desea hacerse con ese diamante único. Maddy fotografía el encuentro y lo acompaña de un artículo que detalla las acciones criminales de Van de Kaap gracias a la información proporcionada por Archer. La aparición de Vandy en una conferencia en Kimberley es recibida con una gran ovación y supone una acción decisiva para intentar frenar el comercio de diamantes de sangre.

## Valoración histórica
La película se basa en la guerra civil ocurrida en Sierra Leona desde 1991 hasta 2002. Se trató de una contienda protagonizada por dos bandos, por un lado, el del gobierno del país bajo la presidencia de Ahmad Tejan Kabbah (desde el año 1996), y por otro lado, un grupo insurgente rebelde denominado Frente Revolucionario Unido (FRU) formado en el año 1991 por Fonday Sankoh. Sería dicho grupo el encargado de controlar la extracción y el comercio de los diamantes de sangre del país con un control de aproximadamente el 80% de los mismos. 
En el conflicto destacó la inclusión de Liberia bajo el control del presidente Charles Tylor que favoreció la creación del Frente Revolucionario Unido debido a que el gobierno de Sierra Leona había apoyado al grupo armado con el que se enfrentaba dentro del conflicto del país. Este acabaría siendo condenado por La Haya debido a su conocimiento de los actos realizados en contra de la humanidad en su país vecino.  
Después de años de enfrentamiento y la creación de diversos acuerdos como la Paz de Abiyán que finalmente se acabaría incumpliendo, se llegó a la creación de un acuerdo en el año 1999 El Acuerdo de Paz de Lomé entre los grupos rebeldes y el gobierno de Ahmad Tejan Kabbah, con dicho acuerdo se realizarian los primeros pasos hacia la búsqueda de la paz y el fin del conflicto.

## Personajes principales
| Actor             | Personaje           | Doblaje latino      | Doblaje castellano |
| ----------------- | ------------------- | ------------------- | ------------------ |
| Leonardo DiCaprio | Danny Archer        | José Antonio Macías | David Robles       |
| Djimon Hounsou    | Solomon Vandy       | Enrique Cervantes   | Alfonso Vallés     |
| Jennifer Connelly | Maddy Bowen         | Dulce Guerrero      | Paloma Porcel      |
| Arnold Vosloo     | Coronel Coetzee     | Gerardo Reyero      | Ricky Coello       |
| David Harewood    | Capitán Poison      | Mario Arvizu        |                    |
| Benu Mabhena      | Jassie Vandy        | Liliana Barba       |                    |
| Marius Weyers     | Rudolph van de Kaap |                     | Francisco Alborch  |
| Stephen Collins   | Embajador Walker    | Arturo Mercado      | Manolo García      |